# Dąbrowa (powiat kolneński)
Dąbrowa – kolonia w Polsce położona w województwie podlaskim, w powiecie kolneńskim, w gminie Grabowo.
W latach 1975–1998 miejscowość administracyjnie należała do województwa łomżyńskiego.